# Taipaleenjärvi
Taipaleenjärvi är en sjö i Finland. Den ligger i Nystads stad i landskapet Egentliga Finland, i den sydvästra delen av landet, 200 km väster om huvudstaden Helsingfors. Taipaleenjärvi ligger 4,6 meter över havet. Arean är 81,4 hektar och strandlinjen är 6,43 kilometer lång. Sjön  ingår i Skärgårdshavets kustområde, Åland.   I omgivningarna runt Taipaleenjärvi växer i huvudsak barrskog. Den sträcker sig 1,0 kilometer i nord-sydlig riktning, och 1,6 kilometer i öst-västlig riktning.